# Morti nel 1065
| Questa pagina contiene informazioni ricavate automaticamente dalle voci biografiche con l'ausilio del template Bio e di un bot. L'aggiornamento è periodico e automatico e ricostruisce completamente la pagina. Se manca una persona in questa lista, sei pregato di non aggiungerla, ma accertati piuttosto che la sua voce biografica contenga il template Bio e che i dati anagrafici siano correttamente compilati. Se il template Bio manca, inseriscilo tu stesso o, in alternativa, metti l'avviso {{tmp\|Bio}} che ne segnala la mancanza. Se i dati riportati sono sbagliati, correggi direttamente la voce biografica; le modifiche saranno visibili in questa lista entro pochi giorni. Per chiarimenti vedi il progetto biografie. La lista contiene solo le 11 persone che sono citate nell'enciclopedia e per le quali è stato implementato correttamente il template Bio. Pagina aggiornata al 13 gen 2025. |

- 7 febbraio - Sigfrido I di Sponheim, nobile tedesco
- 7 maggio - Gisella di Baviera, principessa tedesca
- 24 giugno - Teodgaro di Vestervig, religioso tedesco
- 27 dicembre - Ferdinando I di León, re
- Barlaam di Pečers'k, monaco cristiano russo
- Ermengol III di Urgell, conte
- Federico della Bassa Lorena, nobile
- Girelmo, vescovo cattolico italiano
- Goffredo di Mâcon, conte
- Tebaldo di Semur, conte
- Ubaldo di Gallura